# عين بن فهيد
عين بن فهيد تقع في المملكة العربية السعودية بمنطقة القصيم وهي عاصمة محافظة الأسياح. وموقعها بالنسبة لبريدة: شمال شرق على بعد 50 كلم تقريبآ. يحدها من الشرق صحراء نفود الثويرات.

## المراكز التابعة لمحافظة الأسياح
1. التنومة
2. اباالورود
3. خصيبة
4. طريف الأسياح
5. قصر العبد الله
6. حنيظل
7. الجعلة
8. البندرية
9. البرود
10. ضيدة
11. قبة
12. النقع
13. البعيثة
14. طلحة

تنسب عين بن فهيد إلى فهيد بن فهيد بن راشد من الإساعده من الروقة من عتيبة الذي نزلها عام 1203هـ بعد أن أعطاه إقطاعها الإمام عبد العزيز بن محمد في عهد الدولة السعودية الأولى.

## عين بن فهيد بين الماضي والمستقبل
(عين بن فهيد) مدينة تاريخية عظيمة تعد واحدة من أهم بلدات منطقة القصيم قديما وأكثرها شهرة اكتسبت أهمية اقتصادية على مستوى المنطقة بزراعة أهم سلعتين رئيسيتين القمح والتمور وبكميات تجارية كان جزء منها يقدم للضيف والمحتاج وعابر السبيل.
```
وتحظى منطقة الأسياح (النباج) بموقع مهم في التاريخ الإسلامي... ازدهرت حقبة من الزمن ثم خذتها سنين من الانكماش والاندثار لم يبق فيها سوى رسم الأطلال كشاهد على ذلك التاريخ.. وتعود في العصر الحديث بحيوية متجددة واستعادة لماظيها العريق لتصبح كما كانت تجمعا سكانيًا وأرضاً خصبة ونظرة للمستقبل المشرق وتخطو اليه بخطى ثابتة وإنجازت رائعة وعزيمة صادقة تلك هي الأسياح (النباج)التي تجولنا بنواحيها وقرأنا ماضيها على آثارها وعرفنا أمسها ولمسنا حاضرها الذي ينبئ عن مستقبل زاهر والأسياح تقع في الشمال الشرقي من منطقة القصيم على بعد 50 كيلو متراً وتبعد عن الرياض تبعد حوالي 330 كيلو متراً في الشمال الغربي.
```

## نبذة تاريخية
تضاربت الأقوال حول عدد بلدان الأسياح التي قامت في الجاهلية وعند ظهور الإسلام وبعده بأزمان متباعدة. بنيت تلك الاختلافات لتغير بعض المسميات تغيراً كاملاً مثل النباج إلى الأسياح فعرفت بالموقع والتحديد. ولزوم بعض الأسماء في الوقت الحاضر كما كانت في الماضي مثل قصر مارد الاثر التاريخي الباقي. ومن الأسماء ماتغير للتخفيف أو التلطيف مثل ضئيده إلى ضيده وأبو الديدان (أبا الدود) وهذا وارد في بقاع الأرض قاطبة من عدم لزوم الاسم حرفياً وقد ذهب المؤرخون إلى وجود العمارة بالأسياح (النباج) إلى ما قبل الإسلام.
وعندما تولى عبد الله بن كريز إمارة البصرة في خلافة أمير المؤمنين عثمان بن عفان أعاد اعمار الأسياح (النباج) خدمة لحجاج البصرة وحفر عيونها وحسنها ولقد روي أن سبب تسميتها بالنباج كثرة أهلها آنذاك ولوجود الابار والعيون التي أصبح ماؤها يسيح على وجه الأرض تحول اسمها من النباج إلى الأسياح. وبعد أن ذاع صيت النباج اثر عمارة عبد الله بن كريز لها ازدهرت زراعياً لخصوبة تربتها وعذوبة مائها لكنها عادت لتصبح عيوناً مهجورة غائر ووآباراً مندثره ليتجدد عهدها في زمن الخليفة هارون الرشيد حين قامت زوجته زبيدة باحياء طريق حاج البصرة الأسياح (النباج) فكانت محطة من محطات الحجاج وأصبح لها شان آنذاك. وتأتي بعد ذلك فترة تاريخية مضلمة لم يصل وصفها لننقل إليك حال الأسياح فيها.
وجاء في الحقبة المظلمة تلك (سلطان مارد)الذي لم يعرف من أين جاء ومتى وإن كان معضم ظن الإخباريين والمؤرخين أنه أعجمي من الترك أو الروم عاش في إحدى الفترات بين القرن الرابع إلى القرن الحادي عشر رجع شيخنا العلامة محمد ناصر العبودي (زمن سلطان مارد) أنه في القرن العاشر حينما استوطن الاسيح وكانت له قوة لا تقهر.وأعتقد أنه أرسل لتأديب قطاع الطرق الذين يتعرضون لحجاج البصرة وغيرهم ولكنه أمن الطريق ونفذ سلطان وأصبح لايرد له طلب وتمرد على الحاكم العراقي الذي أرسله ومن هنا جاء اسمه (سلطان مارد) وله في النباج أصلاحات حيث أعاد بعض عيونها وأقام قصراً عظيماً فيها لا تزال أثاره باقية إلى يومنا هذا شاهدة على قوة باسه. وأيضاً شيد فيها السد الحجري الذي اندثر غالبه وبقية منه أجزاء بسيطة.
وانتهى عهد سلطان مارد وفترة زمنية مظلمة بمجيئ عهد جديد حينما وليها (آل فهيد) الأسرة التي رفعت اسم الأسياح بكرمها وشهامتها.. وقصة إعادة بناء أسرة آل فهيد لمنطقتهم الأسياح تذكر ان جدهم المعروف فهيد بن فهيد انتقل من الأسياح إلى الزلفي ثم العراق بعد أن قدم جيش من العراق قاصداً أراضي نجد بقيادة ثويني آل شبيب للقضاء على دعوة شيخ الإسلام محمد بن عبد الوهاب السلفية التي ناصرها الامام محمد بن سعود..توقف ثويني وعسكره في بلدة التنومة بالاسياح وجرى حصار استمر لقرابة الثمانية أشهر انتهى بعقد هدنه بين الطرفين رغم معارضة أمير التنومة آنذاك ولكن إصرار بعض رجالها ووثوقهم بثويني أدى إلى توقيع هندنه بين الطرفين الأمر الذي حدى بأميرهم للانتقال السريع مع أسرته إلى الزلفي لطلب المعونة من أبناء عمه ومحاولة أرسال رسالة إلى الإمام محمد بن سعود لنجدتهم لكن كل ذلك لم يحول من حدوث مذبحه من أبشع ما تعرضت له نجد فقد قام ثويني وجنده بدخول التنومة لغرض أداء صلاة الجمعة وأخفوا داخل ملابسهم ما استطاعوا من الأسلاحه وما ان فرغ الإمام من الصلاة حتى أجهز كل جندي من جنود ثويني على من بقربة من الرجال وبعد ذلك قاموا بخرابها وقتل رجالها خارج المسجد وقطع نخيلها وزرعها ولم ينجوا الا عدد قليل من الرجال وكان ذلك في سنة 1201هـ.

## قصر مارد بعين بن فهيد
يقع شرق بلدة عين بن فهيد مركز محافظة الأسياح على بعد كيلو متر واحد ويتمركز في موقعاً متوسط على إحدى التلال وسط «الروضة» أرض خصبة وتبلغ مساحته 3200 متر مربع وقد ورد ذكر قصر مارد في كثير من الكتب ومنها معجم القصيم للاستاذ العبودي حيث يقول سمي قصر مارد تشبيهاً بقصر مارد الموجود في دومة الجندل وربما كان اسم مارديطلق في بلاد العرب على قصر المنيع. وأرى أن شخصية مارد هي لقائد عسكرياً تركي أوفد من قبل الخليفة العباسي المعتصم بالله في القرن الثالث من الهجرة وقد وصل هذا القائد إلى منطقة خصبه متوفر بها الماء وبنى هذا القصر وهو عبارة عن حامية عسكرية في العصر العباسي وكان الهدف من وجود تلك القوة بها:
1. تأمين طريق الحجاج القادمين من الدولة العباسية في بغداد والمتجهين إلى بيت الله الحرام حيث أن هذا القصر لتحف به أميال زبيدة وهي العلامات الدالة إلى الأماكن المقدسة.
2. استضافة هؤلاء الحجاج وإمدادهم بالمؤن.

 والدلائـــل على أن هذا القـصر من العـصر العـبــاســي هـــو الاثــار المـــادية البـاقـيـة فـــية
والمتمثلة في أقواس العصر العباسي المتميزة عن بقية العصور وطريقة البناء للحاميات العباسية المتناثرة في العالم العربي أما عن مواد البناء لهذا القصر فتتكون من الحجارة السوداء ال***ة المتجانسة وأضافة مادة جصية (الشيد) ويبلغ عرض الجدار الدائر بالقصر (السور) ويوجد فيه عدد كبير من الحجرات ومجاس كبير مجلس القائد بجانبه غرفة ضغيرة لرئيس الشرطة له بوابة كبيرة متجهة نحو الغرب. القصر يشرف عليه الإدارة العامة للتعليم بمنطقة القصيم.
أما نهاية هذا القصر أن سلطان مارد اراد أن يرتبط بأحد الأسر بالقوة من العرب القاطنين عليه يريد أن يتزوج ميثاء أخت عمير وقد دبرأهل هذه الفتاة مكيدة بوضع أمة سوداء له ليلة الزفاف وهو هربوا وقد اكتشف مارد هذه الحيلة وأدركهم وحدث بينه وبينهم حرب قتل فيها.
ويقول الشاعر عمير بن راشد الضيغمي الحسيني الهاشمي:
تهيأ لنا عند أبرق السيح عركه****تمنى بها حضار الرجال غياب
لحقونا حميدان وسلطان مارد****ودون ميثاء صبيان تسن حراب
وقد قتل سلطان مارد وانتهى عصره وتفرق جيشه ولكن ما زالت ذاكرة هذه القصة وقصره قائماً في أذهان أبناء ابن فهيد......
- الصور لما تبقى من قصر مارد بعين ابن فهيد.

## المستكشف الفرنسي شارل هوبير
يقول المستكشف الفرنسي شارل هوبير في رحلتة الي الجزيرة العربية في سنة 1295 للهجرة قال بعد وصولي بأربعة أيام لبريدة، قمت برحلة شمال بريدة إلى عين ابن فهيد وهي بلدة قديمة جدا يغذي نخيلها خمسة ينابيع.انما مياهها الصافية والجميلة المنظر غير صالحة للشرب لأنها متخمة بأملاح الكلس والماغنيزيوم. واحصى عدد سكانها 600 نسمة وكانت عين ابن فهيد في ازدهار مضطرد.وقد رأيت فيها عدة مزارع نخيل على مسافة 3 كيلومترات شمالا من عين ابن فهيد أطلال قديمة تدعى قصر مارد.وهو عبارة عن مبنى كبير مربع، ضخم جدا، بنى بالحصى والملاط الكلسي طول أضلاعه 40 مترا تقريبا وأضلاع الباحة الداخلية 30 مترا.يواجه باب المدخل الغرب أي القرية الواقعة على قمة تلة صغيرة تشرف على المنطقة.
على بعد خطوات، من الجانب الشمالي للقصر، صخرة على شكل طاولة يتراوح طولها ما بين 40 و 50 مترا ويبلغ ارتفاعها مترين، تحمل نقوشا حميريه عديدة ولكنها كلها ممحوة تقريبا ولم أتمكن من نسخ الا بعضها. من الناحية المقابلة للقرية تقريبا، على بعد كيلومترين إلى الشمال الغربي فوهة بركان قديمة تشير إليها كتل كبيرة من الحث منتشرة على مساحة 500 متر مربع تقريبا وأحيانا مغطاة كليا بالنقوش.
وعلى غرار بلدات عديدة أخرى في الجزيرة العربية وبالأخص في نجد، فقد تحملت عين ابن فهيد نتائج كل الثورات التي هزت هذا البلد فأفرغت مرارا من سكانها وعادت آهله.الإقامة الحالية ترقى إلى ثمانين سنة.وبالطبع فأن احدا من السكان الحاليين لايعرف شيئا عن الذين سبقوه في هذا المكان.
في اليوم الثالث من وصولي في 13 آب، غادرت عين ابن فهيد قبل الفجر بوقت طويل وبعد ساعتين قادتنا مسيرة عشرة كيلومترات جنوبا إلى آبار وسيطة المهمة لأنها تزود عين ابن فهيد بمياه الشرب. كل ليلة قرابة منتصف الليل يذهب رجلان يقودان خمسة عشر حمارا من القرية حاملة قرب السكان ويملأونها من آبار وسيطة.ويسيرون يوميا مسافة 20 كيلومترا للحصول على كمية المياه اليومية اللازمة.

## عيون الماء بعين بن فهيد
تضم عين بن فهيد العديد من العيون التي تميزت بها هذه المدينة وأهمها العادية:
هي عين يتدفق منها الماء لقرب المياه السطحية فيها _ ويبدو أن هذه العين مر عليها حقبات تاريخية أولها:
- أنها كانت هلالية ثم أنها كانت في مرور الطريق إلى (العراق /الحجاز)ثم جدد حفرها أحد قادة الدولة العثمانية _ سلطان مارد _ الذي تمرد على القيادة العثمانية، وأطلال قصره الحالي شرق عين بن فهيد...

 الطريقة التي يتم بها توصيل الماء من منبع العين إلى مكان الزراعة:
1- حفر برك بعمق من (1م _3م) خلف ينبوع العين الاصلي.
2- تتوالى حفر البرك (حساوة) بعمق تنازلي عن الأولى، وبقطر (1م _2م) حتى يسهل انحدار الماء من أعلى إلى أسفل.
3- بعد انتهاء حفر البرك (حساوة) يتم توصيلها ببعض، وفحص انحدار الماء من أعلى إلى أسفل ثم تطوى (حساوة) بحصى كي لاتنهدم.
4- في الأرض الغير قابلة للخفر يكون الماء مشاهداً عن طريق ساقي منخفض مساوياً للبرك السابقة.
5- وضع الاتربة المستخرجة من باطن الأرض بجانب الحفر لتكون دعامة تربية لحمايتها من الأمطار تسمى (نثايل).
6- لهذه الطريقة يتم توصيل المياة من منبع العين «النجوة» حتى موقع الزراعة «الروضة»، وبلإضافة إلى العادية هناك مجموعة من العيون المجاورة لها، والتي تم حفرها من قبل الأهالي على نفس الطريقة، ولنفس الهدف، وأهمها:
- عين فطيسة.
- عين الشمالية.
- عين العبد الله.
- عين الرعاجى.
- عين العلي.
- عين الجنوبية.
- عين بن فيصل.
- عين بن مهنا.
- عين خسارة «سمحة»
- عين الشيخ «العبد العزيز»

 نظرة عامة عن عيون الماء وتوزيعها
من البديهي أن تجد في مداولات البيع والشراء والهبات، التي حملتها لنا وثائق كتبت في فترات متفاوته من القرون الماضية ما يكون بحدود المنطق والمألوف، لكن أن تجد من يتداول الدقائق والثواني الزمنية في عمليات البيع والشراء والمواريث وفي صكوك شرعية معتبرة تصدرها المحاكم الشرعية حتى يومنا هذا (كأن يقول بعتك ربع دقيقة بمبلغ كذا) فإن الأمر يدعو إلى الدهشة والاستغراب وعدم التصديق أحياناً.
 عيون الأسياح
هذا ما يحصل حالياً في محافظة الأسياح وتحديداً في المدينة الأم (عين ابن فهيد) والتي تحتضن عيونها وعيون الأسياح التاريخية التي تعد من عجائب ما شيده الإنسان البسيط بإمكانياته المحدودة، وعددها عشر عيون، هي: العادية، عين الرعوجي، عين الشمالية، عين خسارة، عين العبد الله، عين ابن مهنا، عين العلي، عين فطيسة، عين الجنوبية، عين الشيخ (العبد العزيز).
وتمتد كل عين بطريقة انسيابية تنحدر من هضبة جصية على شكل سراديب تحت الأرض، وعلى مسافة ثلاثة آلاف متر تقريباً، وبعمق متفاوت يصل إلى ثلاثة عشر متراً نحتت وسط الصخور والتربة الصلبة على طريقة (الخندقة)، وهي خنادق أفقية مخفية غير مسقوفة داخل الأرض حولت إلى قنوات مائية ينحدر فيها الماء باتجاه الروضة والأراضي الزراعية وبكميات كبيرة تعادل في مجموعها جريان قناة نهرية أو وادي متوسط، فكانت تروي مساحات واسعة في وقت شح ونقص مصادر الماء وجعلت من الأسياح وعين ابن فهيد تحديداً ضمن النواحي الأكثر ازدهاراً بالزراعة وإنتاجاً لأهم سلعتين رئيسيتين في نجد (التمور والحبوب).
ويؤكد بعض أهالي عين ابن فهيد أن بعض العيون كانت تسقي في الليلة الواحدة مساحة مزروعة بما مقداره 200 صاع من القمح قدّروها بأربعين ألف متر مربع، فيما أكد أحد كبار السن أن كميات الماء كانت كبيرة حتى أن جملاً سقط في إحدى القنوات فاختفى بالكامل.
 الماء أثمن من الأرض
في ذلك الوقت كان الماء أثمن من الأرض فاهتم الناس بحصص الماء التي تنبع من هذه العيون التي كانت تقسم بالتساوي بين الملاك (بالساعات) منذ العام 1202ه، دون الالتفات إلى الأرض التي كانت متاحة للجميع وظلت هذه الحصص المائية تنتقل من وارث إلى آخر حسب إرثهم، وعندما كثر الورثة والتفتوا لمساحات الأراضي التي كانت مشاعة للجميع مع توقف نبع العيون في السنوات الأخيرة واحتياجهم للأرض كان (الماء) هو القياس الحقيقي للتملك، مما اضطرهم العودة إلى ما يمتلكون من ساعات أو دقائق أو حتى ثواني لمعرفة ما يخصهم بقسمة مساحة الأرض على الساعات وأجزائها وفندت حتى في صكوك تملك شرعية حديثة اطلعت «الرياض» على نماذج منها.
 توزيع الماء
الآلية التي كانت تعتمد في توزيع الحصص والساعات وفق عملية حسابية دقيقة وتقسيمها بواقع (240) ساعة هي مجموع ساعات عشرة أيام في الشهر، وتقسم هذه الساعات على الملاك بحسب استحقاقهم ومواريثهم، وتعني ساعة الماء، مثلاً حيازة الماء والتصرف به في سقيا أرضه لمدة ساعة فقط خلال هذه العشرة أيام المحددة عندما يحين دوره، وجاء اختيار العشرة الأيام حتى لا يتأخر دور أي من الملاك أكثر من هذه المدة وهي أقصى مدة يمكن أن تتحملها بعض المزروعات في مقاومة العطش، مشيراً إلى أن هذه الطريقة لا يعلم أنها تطبق في أي مكان آخر في العالم وإن وجد بعض الشبه بينها وبين التجربة العمانية.
 العين الجاهلية
وأقدم عيون الأسياح «العادية» التي مر عليها حقبات تاريخية متعددة، حيث كانت جاهلية ثم أعاد استنباطها عبد الله بن كريز سنة 29ه فصارت هلالية، وعمّرها بعد ذلك سلطان مارد، ثم اندثرت وغارت حتى أعاد استنباطها محمد بن فهيد سنة 1203 ه، وخلال تلك الفترة بلغ تقدير كمية القمح فيها أكثر من أربعين ألف صاع والذرة عشرين ألف صاع (قرابة 120 ألف كيلوغرام)، وبلغ محصول التمر خمسين ألف وزنة في الموسم الواحد (حوالي 150 ألف كيلو).
ويذكر أن إحدى نخيل العيون بلغ إنتاجها لسنة من السنين 200 وزنة أي 600 كيلو غرام، ويعادل حمل ثلاثة من الجمال، مشيراً إلى أن الإنتاج الرئيسي هو القمح والذرة والتمور، وفي الصيف البطيخ وبعض الخضروات، وكثيراً ما كان يطولها بعض الكوارث الطبيعية مثل غزو الجراد أو الغرق الذي يقضي على المحصول فيختل الميزان الاقتصادي في المنطقة، حيث كانت عين ابن فهيد تمثل رافداًَ اقتصادياً مهماًَ جداً على المستوى التجاري والتمويني، إلا أن كميات كبيرة تخصص لاقراء الضيوف والمحتاجين وأبناء السبيل.
 قبل البعثة
وفيما تؤكد المصادر التاريخية أن العيون موجودة قبل البعثة وأنها أكثر بكثير من العيون العشر التي تم العثور عليها، واقتصر دور المجددين الذين تعاقبوا عليها بإعادة استنباطها، وذلك بما يعرف لديهم ب (السمل) وهو إزالة العوائق من أتربة وصخور، وهو عمل شاق لا يقل عن أعمال الحفر، وآخر من استنبطها قبل محمد بن فهيد هو سلطان مارد الذي بنى حامية عسكرية كانت تضم نحو 1000 مقاتل أرسلوا لحماية الحجاج تعرف حاليا بقلعة مارد جوار الروضة التي تسقيها العيون في القرن العاشر الهجري تقريباً، والذي طاب له المقام وحول مهام عساكره إلى الشأن الزراعي وقد وصف بأحد الطغاة المستبدين حتى قضي عليه وعلى عساكره من قبل مجموعة قليلة في معركة شرف معروفة.

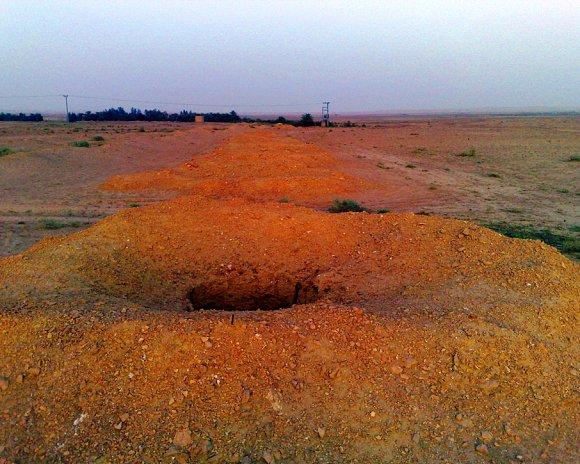

- طريقة تحرجت الماء من العيون إلى أن تصل إلى الروضة

## السكان
يبلغ متوسط عدد سكان محافظة الأسياح قرابة (39,128) نسمة حسب إحصاء وزارة المالية والاقتصاد الوطني الأخير.
وتعد عين بن فهيد من كبريات قرى الأسياح بعدد السكان وسكانها الاساعدة من قبيلة عتيبة يتوزعون في عدة أحياء منها:
- حي العادية
- حي المخطط
- حي العين القديمة
- حي البرقاء
- حي الرياض
- قصر العبدالله

## التعليم
تغطي خدمات وزارة التعليم كامل عين بن فهيد والقرى التابعة لمحافظة الأسياح حيث بها مدارس ابتدائي، ومتوسط، وثانوي، وروضة أطفال، وكذلك تم افتتاح كلية العلوم والآداب للبنات في عام 1433 التابعة لجامعة القصيم.

## النواحي الاقتصادية
النشاط الاقتصادي السائد في محافظة الأسياح يعتمد على الزراعة... فالأسياح يعتبر من أشهر المناطق الزراعية في القصيم... حيث تنتشر أشجار النخيل في جميع حاضرة الأسياح، وبعد النهضة الزراعية في المملكة غطت المنطقة الزراعية أكثر من ثلثي مساحة المحافظة زرعت بالقمح والشعير وكافة المحاصيل الأخرى.

## سد مارد
```
ويقع شمال فيضة العين الكبيرة التي تتجمع بها غالبية مياة الأودية القادمة من الشمال، ونظراً لخطورة السيول، وحماية لقصر مارد قام سلطان مارد بإقامة سد لحجب مياة السيول وحماية قصره ومكان تجمع حمايته، وكذلك لحجز المياة، والاستفادة منها في الزراعة... وموقع هذا السد هو نفس موقع سد مارد الذي أقامته وزارة الزراعة والمياة بالمحافظة، ولا تزال أطلال السد القديم موجودة حتى الآن. 
```

وقد قامت بلدية الأسياح مشكورة بتطوير سد مارد وإضافة منتزة يحمل اسم أمير القصيم روعي به التصاميم المتطورة والأماكن العائلية الخاصة وكذلك لم تغفل حق الشباب بتخصيص مواقع متميزة في المنتزة الذي بات قبلة للزوار من مختلف مدن المملكة وبالأخص منطقة القصيم.

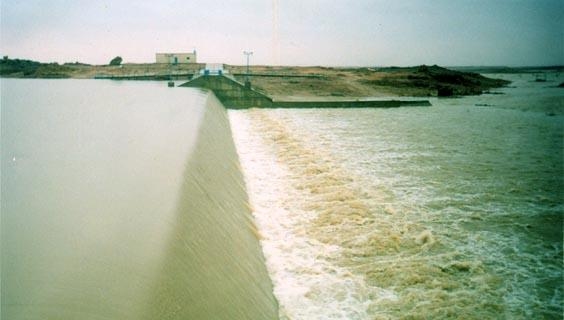
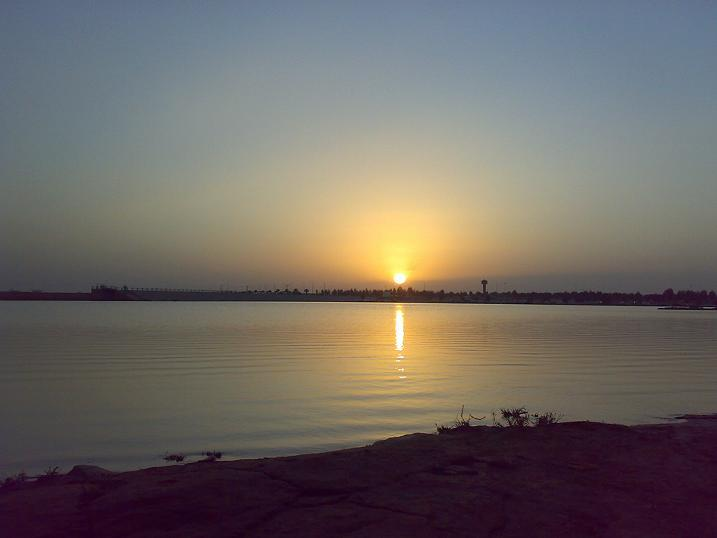

- صور من سد مارد

## مصلى ومخيم الملك عبد العزيز
ويقع هذا المكان في الجهة الجنوبية الشرقية لفيضة العين، وجنوباً عن قصر مارد وقد نزل به الملك عبد العزيز في أحد زياراته للمنطقة،حيث أقام لعدة أيام ورجاله بهذا الموقع الذي لم يتبق منه سوى أطلال، وحدود المصلى الخاص بالملك عبد العزيز ورجاله.

## عين زبيدة (بركة زبيدة)
تقع هذه البركة في بلدة (البرقاء) شرق عاصمة المحافظة وهذه البركة المخصصة لتجميع المياة تقع على طريق قوافل الحج القادمة من العراق أحد الطرق التي تسمى بطريق زبيدة زوجة الخليفة / هارون الرشيد.

## آبار البيصية
وهي مجموعة من الآبار القديمة في وسط نفود الأسياح، وتبعد عن مدينة العين حوالي (35كيلومتر)، وكذلك بئر النقع المشهور بوفرة مياهه، وتقع في خبة النقع وسط النفود، وهذا الموقع في نفود الأسياح ذو المساحة الشاسعة، والذي يعتبر من المناطق السياحية الشتوية المميزة، حيث يقصده السياح من جميع مناطق المملكة.

## نبذة عن محمد بن فهيد الاسعدي العتيبي
ولد محمد بن فهيد بالتنومة عام 1170هـ وبعد اقتحام التنومة عام 1201هـ أتجه إلى الزلفي _ العراق وحصل على اقطاع من الامام عبد العزيز محمد عام 1203هـ له من الأبناء أربعة: زيد – عبد العزيز – عبد المحسن – علي، وله عدد من البنات – تميز بالتدين والكرم والسخاء والعفة والشواهد على ذلك القصص والأحداث.
توفي عام 1260هـ في عين بن فهيد، وله من القصائد.

## أمراء عين بن فهيد والأسياح
وفي ما يلي الذين تولو إمارة عين بن فهيد ومحافظة الأسياح:
|    | الأمــــــــــير                                                            | الفـــــــترة |
| -- | --------------------------------------------------------------------------- | --- |
| 1  | فهيد بن فهيد بن فهيد بن راشد بن صالح بن راشد بن قراض الاسعدي الروقي العتيبي | 1203هـ/1260هـ مؤسس عين بن فهيد عرف بالجود والكرم ويلقب براعي العين وكان من رجال الامام عبد العزيز بن محمد توفي سنة 1260هـ |
| 2  | زيد بن محمد الفهيد العتيبي                                                  | 1260هـ/1271هـ توفي سنة 1271هـ                                                                                             |
| 3  | علي بن محمد الفهيد العتيبي                                                  | 1271هـ/1279هـ يلقب بالصندوق الأسود لكثرة ماله توفي سنة 1279هـ                                                             |
| 4  | عبد العزيز بن محمد الفهيدالعتيبي                                            | 1279هـ/1285هـ توفي سنة 1285هـ                                                                                             |
| 5  | عبد المحسن بن محمد الفهيد العتيبي                                           | 1285هـ/1287هـ توفي سنة 1287هـ                                                                                             |
| 6  | فيصل بن زيد بن محمد الفهيد العتيبي                                          | 1287هـ/1295هـ توفي سنة 1295هـ                                                                                             |
| 7  | منديل بن علي بن محمد الفهيد العتيبي                                         | 1295هـ/1319هـ شارك في معركة المليداء توفي سنة 1319هـ                                                                      |
| 8  | تركي بن فهد بن زيد الفهيد العتيبي                                           | 1319هـ/1319هـ توفي سنة 1325هـ                                                                                             |
| 9  | مشاري بن منديل بن علي بن محمد الفهيد العتيبي                                | 1319هـ/ 1321هـ شارك في معارك التوحيد توفي سنة 1325هـ                                                                      |
| 10 | نايف بن فهد بن زيد بن محمد الفهيد العتيبي                                   | 1321هـ/1323هـ شارك في معارك التوحيد توفي سنة 1351هـ                                                                       |
| 11 | حمد بن عبد العزيز بن محمد الفهيد العتيبي                                    | 1323هـ/1333هـ رفض تسليم سرية الملك عبد العزيز لابن رشيد وادخلها في قصرة زيادة في الحماية لها توفي سنة 1342هـ              |
| 12 | محمد بن الرعوجي بن زيد بن محمد الفهيد العتيبي                               | 1333هـ/1384هـ من رجال الملك عبد العزيز المقربين شارك في معارك توحيد المملكة ومنها معركة جراب توفي سنة 1384هـ              |
| 13 | زيد بن محمد بن الرعوجي بن زيد بن محمد الفهيد العتيبي                        | 1384هـ / 1395هـ نقل أمير للقوارة عام 1395هـ توفي سنة 1429هـ                                                               |
| 14 | عبد الله بن سليمان بن عقيل                                                  | 1395هـ / 1398هـ |
| 15 | عبد العزيز بن علي السديس                                                    | 1398هـ /1402 هـ توفي عام 1433هـ                                                                                           |
| 16 | صالح بن محمد السندي                                                         | 1405هـ/ 1408هـ |
| 17 | عساف بن عبد الله العساف                                                     | 1408هـ / 1431هـ صدر قرار بإعفاءه                                                                                          |
| 18 | ماجد بن نهار الجبلي المطيري                                                 | محافظ مكلف الفترة: 1431هـ /1433هـ                                                                                         |
| 19 | سليمان بن محمد البحيري                                                      | من 1433هـ / 1436 هـ |
| 20 | محمد بن علي العريفي                                                         | 1437هـ - حتى الآن |

## من أدباء عين بن فهيد
منديل بن محمد الفهيد الشاعر والراوي.
هو الشاعر المعروف منديل بن محمد بن منديل الفهيد من الأساعدة من الروقة من قبيلة عتيبة ولد في عين بن فهيد بالاسياح عام 1338هـ والراوي منديل من المهتمين بالأدب الشعبي في تدوينه وتوثيقه من خلال احتكاكه واشتياقه في مجالسة الشعراء والرواة وسريع الحفظ لما يسمعه من قصص واشعار التحق في الإذاعة عام 1385ه معداً ومقدما لبرنامج (من البادية).وفي عام 1393هـ تولى اعداد وتقديم البرنامج الصباحي من اشعار البادية وفي عام 1398هـ طلب اعفاءه من الإذاعة وتفرغ للتأليف حيث اصدر عشرة أجزاء (من آدابنا الشعبية في الجزيرة العربية) الجزء الأول عام 1398هـ وفي عام 1401هـ صدر الجزء الثاني وهو خاص باشعار بعض النساء وفي عام 1402هـ صدر له الجزء الثالث وفي عام 1405هـ صدر له الجزء الرابع وفي عام 1411هـ صدر له الجزء الخامس وفي عام 1413هـ صدر له الجزء السادس وفي عام 1415هـ صدر له الجزء السابع وفي عام 1419هـ صدر له الجزء الثامن وفي عام 1423هـ صدر الجزء التاسع وكان قبل وفاتة قد الف الجزء العاشر واصدرة ابن ابنه محمد بن فهيد بن منديل الفهيد الاسعدي وكان لا يبخل على من يسأل أو يطلب منه أي استفسار عن قصيدة أو عن قصة لانه ليس راوي قصائد فقط بل راوي وقعات وتاريخ وقصص ولم يقتصر على رواية قصص واشعار قبيلة دون أخرى أو تاريخ وامجاد بلد دون بلد ثان كما أنه يتمتع بفكر وسرعة بديهة وملكة شعرية حيث مارس نظم الشعر ومساجلة بعض الشعراء مثل سليمان بن شريم وسليمان العيد وعبد المحسن الحمد الفهيد ومساعد الصاهود وقاعد الشاوي وعبد الرحمن الربيعي ومحسن بن حميدان الوسيدي وعبد الله الدوسري وغالي المطيري واستفاد من مجالسة هؤلاء وخصوصا نافع بن فضليه الذي كان هو ونافع ضمن أخوياء الملك سعود بن عبد العزيز ي. وأيضاً له قصائد كثيرة حول النصح والإرشاد والوطنيات والمناسبات مثل الأعياد والمواسم الأخرى. 
توفي في 19/9/1424هـ في مدينة الرياض.

## صور من عين بن فهيد

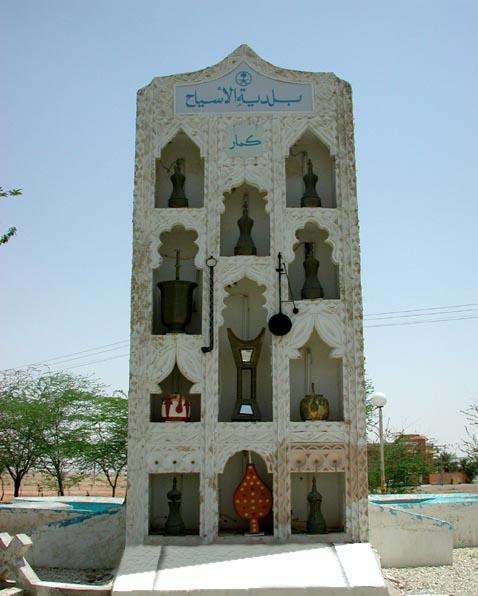
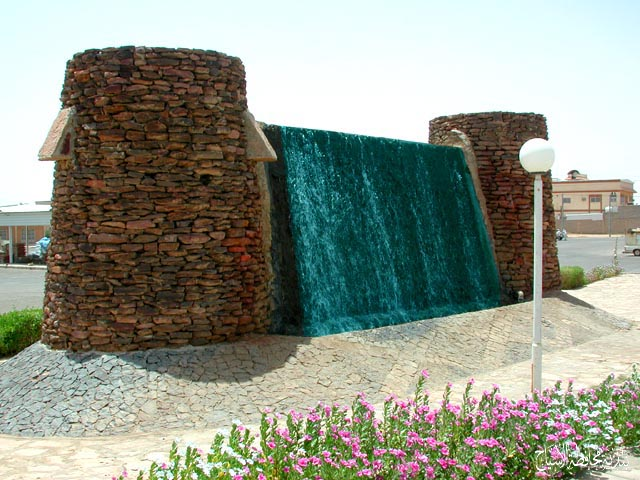
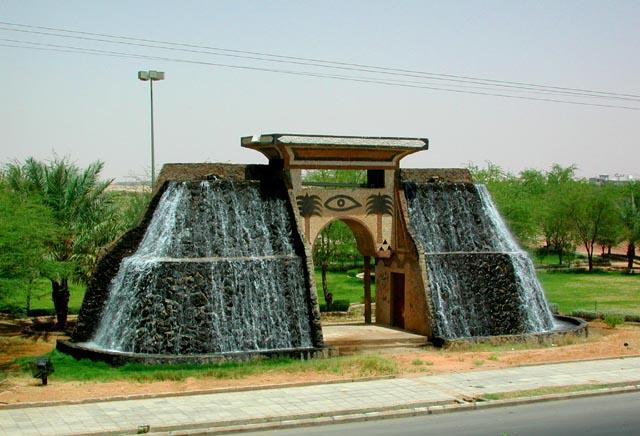
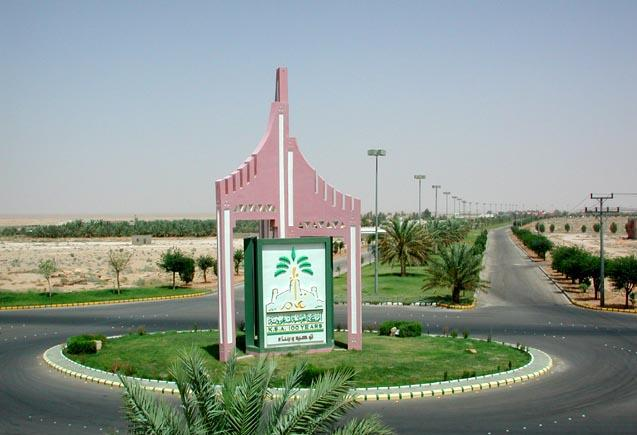
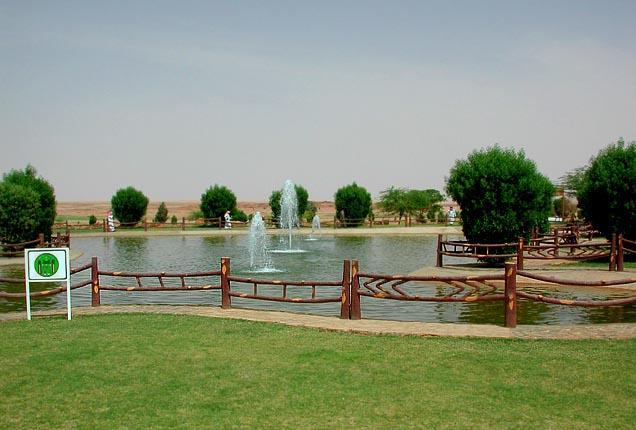
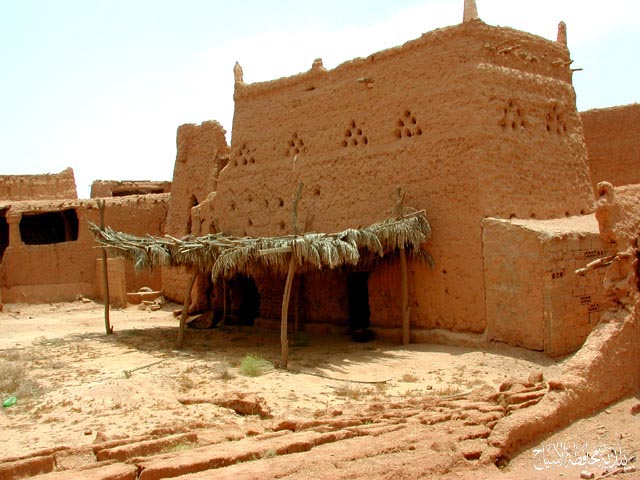

## خرائط منطقة القصيم

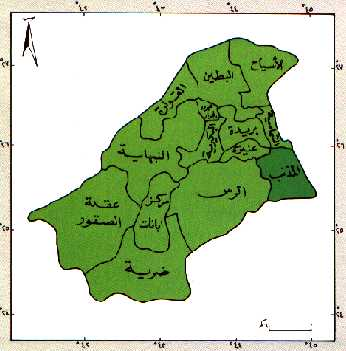
خريطة محافظات القصيم